# Richard Bienert
Richard Bienert (Praga, 5 de setembro de 1881 – Praga, 2 de fevereiro de 1949) foi um político checoslovaco que atuou como primeiro-ministro do Protetorado da Boêmia e Morávia de 19 de janeiro de 1945 a 5 de maio de 1945. Também atuou nos governos do protetorado como ministro do interior. Bienert foi nomeado sucessor do primeiro-ministro Jaroslav Krejčí e também como substituto para o presidente Emil Hácha. Após o fim da Segunda Guerra Mundial, foi condenado a três anos de prisão, sendo libertado prematuramente em 1947, morreu dois anos depois.

## Carreira
Nascido em Praga, Bienert veio de uma família de funcionários magistrados daquela cidade e depois de terminar os estudos de direito na Universidade de Praga também entrou para o serviço estatal. Alguns de seus ancestrais eram de ascendência étnica alemã-boêmia e haviam sido assimilados pela sociedade tcheca. A partir de 1906, ele trabalhou como policial para a polícia em Praga e em janeiro de 1918 ele até se tornou um escrivão da Polícia em Praga. Durante a Primeira Guerra Mundial, Bienert cooperou estreitamente com o movimento de resistência tcheca e, após a proclamação da independência da Tchecoslováquia em outubro de 1918, foi recompensado com uma nomeação para o cargo de Diretor da Polícia de Praga. Mais tarde, na década de 1930, ele também se tornou o Presidente Provincial na Terra de Bohemia.
Após a ocupação alemã da Tchecoslováquia em 1939, ele foi brevemente preso pelos alemães, mas logo liberado em troca de um juramento de lealdade. Em 1942, depois que o primeiro-ministro Eliáš foi preso por Heydrich, Bienert foi nomeado ministro do Interior do novo primeiro-ministro Jaroslav Krejčí. Em 1945, Bienert substituiu Krejčí nesta posição e ao mesmo tempo também serviu como o substituto do presidente Hácha gravemente doente.
Em um acordo com o secretário de estado Karl Hermann Frank (oficial nazista), Bienert tentou transmitir a declaração sobre a dissolução do Protetorado (que deveria ser substituído pelo estado fantoche tcheco ainda controlado por alemães) em 5 de maio de 1945. No entanto, na mesma manhã estourou o levante de Praga e Bienert foi capturado por insurgentes na sala de transmissão da Prefeitura.

Após o fim da Segunda Guerra Mundial, Bienert foi julgado por traição e colaboração com os nazistas, mas por causa de muitas circunstâncias atenuantes, ele foi condenado a apenas três anos de prisão. Devido a problemas de saúde, ele foi libertado prematuramente em 1947 e morreu em Praga dois anos depois.